# Tablilla de Kish

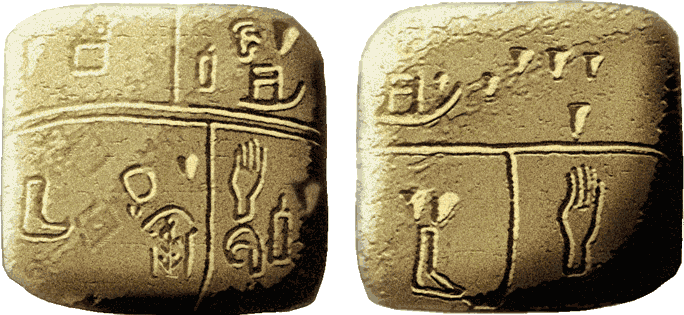
Representación de ambas caras de la tablilla.

La tablilla de Kish es una tablilla de piedra caliza hallada en Tell al-Uhaymir, aldea ubicada en la gobernación de Babilonia (Irak), en el emplazamiento de la antigua ciudad sumeria de Kish. Ha sido datada en el 3500 a. C. (a mediados del período Uruk).
La tablilla de Kish se encuentra cubierta de escritura cuneiforme, y es considerada la muestra más antigua de esta escritura.
La escritura es puramente pictográfica, y representa una etapa de transición entre la protoescritura y la emergencia de un silabario.
Según algunos investigadores,
la inscripción trataría de actividades económicas; pero es difícilmente descifrable, dado que los signos no son identificables.